# Kimberley Vanvaeck
Kimberley Vanvaeck (Mechelen, 1984) is een Belgisch voormalig schrijver van computervirussen die werkte onder de schuilnaam Gigabyte. Ze begon met het schrijven van computerprogramma's in BASIC toen ze 6 was. Ze kreeg in 2004 media-aandacht toen ze werd gearresteerd door de Belgische Federal Computer Crime Unit in verband met sabotage van computergegevens.
Vanvaeck begon met het schrijven van virussen toen ze 14 jaar was, naar eigen zeggen geïnspireerd door de film The Net. Ze schreef in verschillende talen, waaronder VBScript en C++. Tijdens haar studie Toegepaste Informatica schreef ze onder meer de virussen Coconut-A en Sahay-A. Van haar virus Sharp-A (of Sharpei) wordt gezegd dat het het eerste ooit in C# geschreven virus is.